# 陸玠 (南朝)
陆玠（540年—576年），字润玉，南朝梁、南朝陈吴郡（辖境今江苏省苏州市）人，陆琰从父兄弟。
陆玠好学，能作文章，州举秀才，以对策高第。袁枢推荐他给陈文帝，被越级任命为衡阳王文学，直天保殿学士。陈宣帝太建初年，为长沙王记室。陈叔宝为东宫太子，听说他的名气，征为管记，备受信任与重用，官至中舍人。后因病失明，还乡而卒。有集十卷。